# حزام غولد

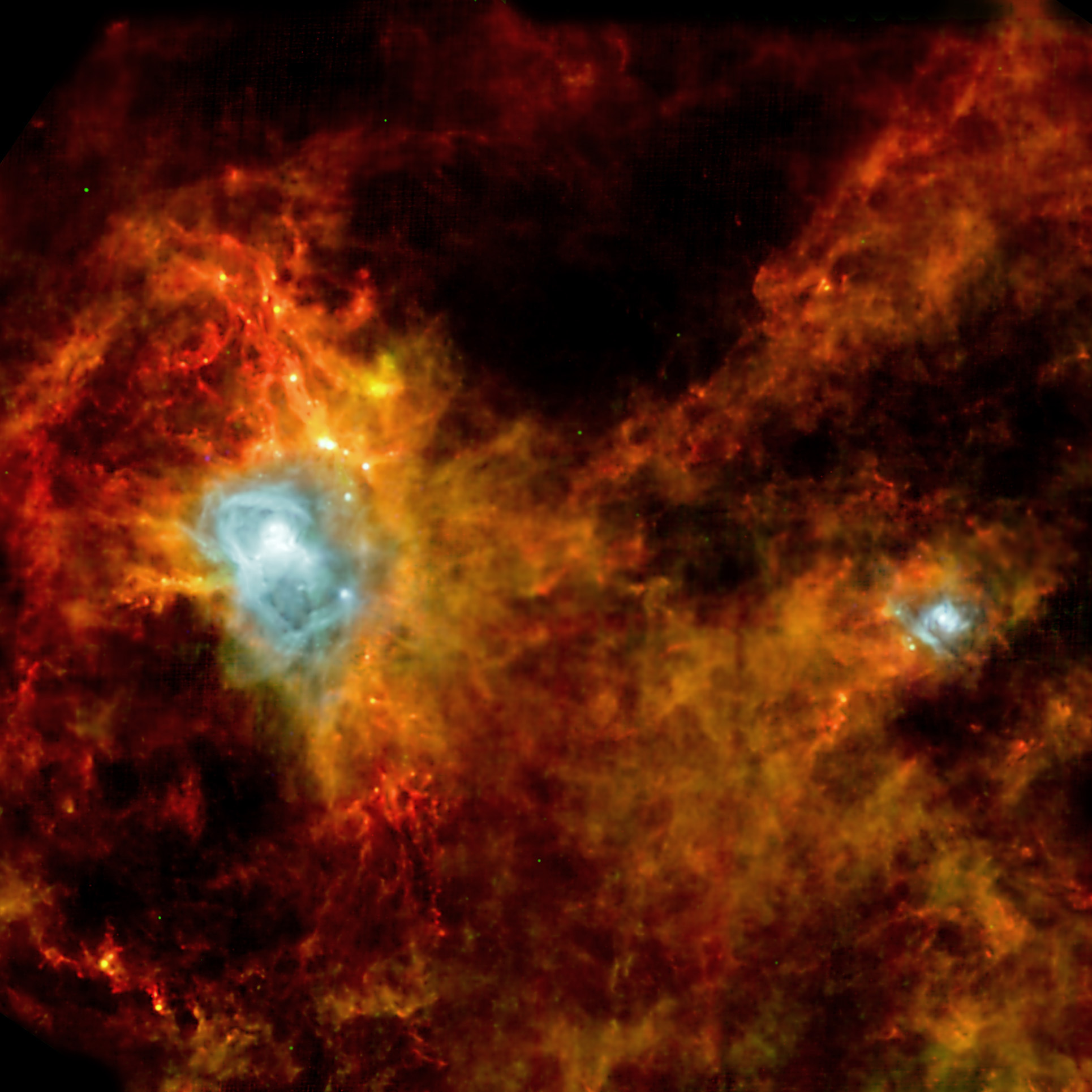
صورة سحابة سوداء تبعد 1000 سنة ضوئية في كوكبة أكيلا وهي جزء من حزام غولد.

حزام غولد (بالإنجليزية: Gould Belt)‏ هو حلقة جزئية من نجوم في مجرة درب التبانة، يبعد حوالي 3000 سنة ضوئية ويميل باتجاه مستوى المجرة بحوالي 16 إلى 20 درجة. يتضمن العديد من نجوم نوع OB وربما يمثل المجرة الحلزونية المحلية التي تنتمي إليها الشمس، تبعد الشمس حالياً حوالي 325 سنة ضوئية عن مركز الذراع. يعتقد بأن الحزام يعود لـ 30 - 50 مليون سنة ومصدره غير معروف. سمي على اسم بنجامين أبثورب غولد الذي عرّف به عام 1879
يتضمن الحزام نجوماً ساطعة في العديد من الأبراج بما فيها الكلب، الجبار، حامل رأس الغول، العظاءة، الملتهب، صليب الجنوب، القاعدة، الشراع، الكوثل، الأكبر، السبع، قنطورس، العقرب. كما تعبر مجرة درب التبانة من خلال معظم هذه الأبراج لكن إلى الجنوب قليلاً من الذئبة.
اقترحت نظرية عام 2009 تشير إلى أن حزام غولد تشكل منذ حوالي 30 مليون سنة خلت عندما اصطدمت فقاعة من مادة مظلمة مع سحابة جزيئية في منطقتنا. كما أن هناك أدلة على وجود أحزمة غولد مماثلة في مجرات أخرى.

## وصلات خارجية
- مسح سبتزر لحزام غولد
- خريطة حزام غولد
- تطور ثلاثي الأبعاد لحزام غولد